# Záletník
Záletník (v originále Un éléphant ça trompe énormément) je francouzský hraný film z roku 1976, který režíroval Yves Robert. Snímek měl světovou premiéru 22. září 1976. Yves Robert natočil o rok později pokračování Záletník 2. V roce 1984 Gene Wilder zpracoval remake tohoto filmu pod názvem Žena v červeném.

## Děj
Étienne je šťastně ženatý s Marthe. Jednoho dne se však bezhlavě zamiluje do Charlotte, mladé ženy oblečené v červeném, kterou viděl jen krátce.
Étienne hraje pravidelně tenis se svými třemi přáteli Simonem, Danielem a Boulym. Simon je lékař dusící se pod neustálými zásahy své matky. Daniel je automechanik, který před přáteli skrývá svou homosexualitu. Bouly je nenapravitelný svůdce žen, který je nadšen, když zjistí, že ho žena opustila spolu s nábytkem a dětmi.
Přestože Étienne záletníky pohrdá, podlehne kouzlu krásné neznámé. Ta mu však dá rychle najevo, že to bude jen flirt bez budoucnosti.

## Obsazení
| Jean Rochefort         | Étienne Dorsay                           |
| Claude Brasseur        | Daniel                                   |
| Guy Bedos              | Simon Messina                            |
| Victor Lanoux          | Boulifet                                 |
| Danièle Delorme        | Marthe Dorsay                            |
| Anny Duperey           | Charlotte / Simone                       |
| Martine Sarcey         | Esperanza                                |
| Marthe Villalonga      | Mouchy Messina,Simonova matka            |
| Louise Conte           | Étiennova kmotra                         |
| Christophe Bourseiller | Lucien                                   |
| Maurice Bénichou       | Gonthier                                 |
| Jean Lescot            | Jouglen                                  |
| Catherine Verlor       | Stéphanie Dorsay, Étiennova starší dcera |
| Pascale Reynaud        | Delphine Dorsay, Étiennova mladší dcera  |
| Richard Saint-Bris     | Charles, společník Mouchy                |
| Jean Lanier            | Deschanels                               |
| Anne-Marie Blot        | Marie-Ange, Boulyho žena                 |
| Hélène Calzarelli      | slečna Pintard, Étiennova sekretářka     |
| Jean-Claude Magret     | Deplech, Étiennův spolupracovník         |
| Anémone                | správcová                                |
| Gerald Calderon        | Danielův partner                         |
| Bernard Charlan        | velitel hasičů                           |
| Marie-Thérèse Orain    | servírka                                 |
| Jean-François Dérec    | mladý muž, který chce zavolat hasiče     |
| Pierre Malet           | Éric                                     |